# Mistrovství světa ve fotbale 1974 (soupisky)
Soupisky na Mistrovství světa ve fotbale 1974, které se hrálo v Německu:
| Zlato          | Stříbro               | Bronz             |
| -------------- | --------------------- | ----------------- |
| SRN • Soupiska | Nizozemsko • Soupiska | Polsko • Soupiska |

## Skupina 1

### SRN
Hlavní trenér: Helmut Schön

| Jméno                    | Datum narození     | Datum úmrtí                      | Klub                     |
| Brankáři                 | Brankáři           | Brankáři                         | Brankáři                 |
| ------------------------ | ------------------ | -------------------------------- | ------------------------ |
| Sepp Maier               | 28. února 1944     |                                  | FC Bayern Mnichov        |
| Norbert Nigbur           | 8. května 1948     |                                  | FC Schalke 04            |
| Wolfgang Kleff           | 16. listopadu 1946 |                                  | Borussia Mönchengladbach |
| Obránci                  |                    |                                  |                          |
| Berti Vogts              | 30. prosince 1946  |                                  | Borussia Mönchengladbach |
| Paul Breitner            | 5. září 1951       |                                  | FC Bayern Mnichov        |
| Hans-Georg Schwarzenbeck | 3. dubna 1948      |                                  | FC Bayern Mnichov        |
| Franz Beckenbauer –      | 11. září 1945      | 7. ledna 2024 (ve věku 78 let)   | FC Bayern Mnichov        |
| Horst-Dieter Höttges     | 10. září 1943      | 22. června 2023 (ve věku 79 let) | Werder Brémy             |
| Helmut Kremers           | 24. března 1949    |                                  | FC Schalke 04            |
| Záložníci                |                    |                                  |                          |
| Herbert Wimmer           | 9. listopadu 1944  |                                  | Borussia Mönchengladbach |
| Bernhard Cullmann        | 1. listopadu 1949  |                                  | 1. FC Köln               |
| Günter Netzer            | 14. září 1944      |                                  | Real Madrid              |
| Wolfgang Overath         | 29. září 1943      |                                  | 1. FC Köln               |
| Heinz Flohe              | 28. ledna 1948     | 15. června 2013 (ve věku 65 let) | 1. FC Köln               |
| Rainer Bonhof            | 29. března 1952    |                                  | Borussia Mönchengladbach |
| Jupp Kapellmann          | 19. prosince 1949  |                                  | FC Bayern Mnichov        |
| Útočníci                 |                    |                                  |                          |
| Jürgen Grabowski         | 7. července 1944   | 10. března 2022 (ve věku 77 let) | Eintracht Frankfurt      |
| Jupp Heynckes            | 9. května 1945     |                                  | Borussia Mönchengladbach |
| Gerd Müller              | 3. listopadu 1945  | 15. srpna 2021 (ve věku 75 let)  | FC Bayern Mnichov        |
| Uli Hoeneß               | 5. ledna 1952      |                                  | FC Bayern Mnichov        |
| Bernd Hölzenbein         | 9. března 1946     | 15. dubna 2024 (ve věku 78 let)  | Eintracht Frankfurt      |
| Dieter Herzog            | 15. července 1946  |                                  | Fortuna Düsseldorf       |

### NDR
Hlavní trenér: Georg Buschner

| Jméno                | Datum narození     | Datum úmrtí                      | Klub                |
| Brankáři             | Brankáři           | Brankáři                         | Brankáři            |
| -------------------- | ------------------ | -------------------------------- | ------------------- |
| Jürgen Croy          | 19. října 1946     |                                  | Sachsenring Zwickau |
| Wolfgang Blochwitz   | 8. února 1941      | 8. května 2005 (ve věku 64 let)  | Carl Zeiss Jena     |
| Werner Friese        | 30. března 1946    | 28. září 2016 (ve věku 70 let)   | Lokomotiv Leipzig   |
| Obránci              |                    |                                  |                     |
| Lothar Kurbjuweit    | 6. listopadu 1950  |                                  | Carl Zeiss Jena     |
| Bernd Bransch –      | 24. září 1944      | 11. června 2022 (ve věku 77 let) | Carl Zeiss Jena     |
| Konrad Weise         | 17. srpna 1951     |                                  | Carl Zeiss Jena     |
| Joachim Fritsche     | 28. října 1951     |                                  | Lokomotiv Leipzig   |
| Siegmar Wätzlich     | 16. listopadu 1947 | 18. dubna 2019 (ve věku 71 let)  | Dynamo Drážďany     |
| Gerd Kische          | 23. října 1951     |                                  | Hansa Rostock       |
| Záložníci            |                    |                                  |                     |
| Rüdiger Schnuphase   | 23. ledna 1954     |                                  | Rot-Weiss Erfurt    |
| Jürgen Pommerenke    | 22. ledna 1953     |                                  | FC Magdeburg        |
| Hans-Jürgen Kreische | 19. července 1947  |                                  | Dynamo Drážďany     |
| Reinhard Lauck       | 16. září 1946      | 22. října 1997 (ve věku 51 let)  | Dynamo Berlin       |
| Harald Irmscher      | 12. února 1946     |                                  | Carl Zeiss Jena     |
| Erich Hamann         | 27. listopadu 1944 |                                  | Vorwärts Frankfurt  |
| Wolfgang Seguin      | 14. září 1945      |                                  | FC Magdeburg        |
| Útočníci             |                    |                                  |                     |
| Wolfram Löwe         | 14. května 1945    |                                  | Lokomotiv Leipzig   |
| Peter Ducke          | 14. října 1941     |                                  | Carl Zeiss Jena     |
| Joachim Streich      | 13. dubna 1951     | 16. dubna 2022 (ve věku 71 let)  | Hansa Rostock       |
| Jürgen Sparwasser    | 4. června 1948     |                                  | FC Magdeburg        |
| Eberhard Vogel       | 8. dubna 1943      |                                  | Carl Zeiss Jena     |
| Martin Hoffmann      | 22. března 1955    |                                  | FC Magdeburg        |

### Austrálie
Hlavní trenér: Ralé Rašić

| Jméno             | Datum narození    | Datum úmrtí                         | Klub               |
| Brankáři          | Brankáři          | Brankáři                            | Brankáři           |
| ----------------- | ----------------- | ----------------------------------- | ------------------ |
| Jack Reilly       | 27. srpna 1945    |                                     | Melbourne Hakoah   |
| Jim Milisavljevic | 15. dubna 1951    | 23. února 2022 (ve věku 70 let)     | Footscray JUST     |
| Allan Maher       | 21. července 1950 |                                     | Sutherland Shire   |
| Obránci           |                   |                                     |                    |
| Doug Utjesenovic  | 8. října 1946     |                                     | St George-Budapešť |
| Peter Wilson –    | 15. září 1947     |                                     | Safeway United     |
| Manfred Schaefer  | 12. února 1943    | 28. března 2023 (ve věku 80 let)    | St George-Budapešť |
| Colin Curran      | 21. srpna 1947    |                                     | Western Suburbs SC |
| Harry Williams    | 7. května 1951    |                                     | St George-Budapešť |
| Ivo Rudić         | 24. ledna 1942    | 22. listopadu 2009 (ve věku 67 let) | Pan-Hellenic       |
| Dave Harding      | 14. srpna 1946    |                                     | Pan-Hellenic       |
| Záložníci         |                   |                                     |                    |
| Ray Richards      | 18. května 1946   |                                     | Marconi Fairfield  |
| Jimmy Rooney      | 10. prosince 1945 |                                     | APIA Leichhardt    |
| Jimmy Mackay      | 19. prosince 1943 | 11. prosince 1998 (ve věku 54 let)  | Sydney Hakoah      |
| Johnny Warren     | 17. května 1943   | 6. listopadu 2004 (ve věku 61 let)  | St George-Budapešť |
| Peter Ollerton    | 20. května 1951   |                                     | APIA Leichhardt    |
| Max Tolson        | 18. července 1945 |                                     | Safeway United     |
| Johnny Watkiss    | 28. března 1941   |                                     | Sydney Hakoah      |
| Ernie Campbell    | 20. října 1949    |                                     | Marconi Fairfield  |
| Útočníci          |                   |                                     |                    |
| Gary Manuel       | 20. února 1950    |                                     | Pan-Hellenic       |
| Attila Abonyi     | 16. srpna 1946    | 6. července 2023 (ve věku 76 let)   | St George-Budapešť |
| Adrian Alston     | 6. února 1949     |                                     | Safeway United     |
| Branko Buljevic   | 6. září 1947      |                                     | Footscray JUST     |

### Chile
Hlavní trenér: Luis Alamos

| Jméno               | Datum narození    | Datum úmrtí                     | Klub                      |
| Brankáři            | Brankáři          | Brankáři                        | Brankáři                  |
| ------------------- | ----------------- | ------------------------------- | ------------------------- |
| Leopoldo Vallejos   | 16. července 1944 |                                 | Unión Española            |
| Juan Olivares       | 20. února 1941    |                                 | Unión Española            |
| Adolfo Nef          | 18. ledna 1946    |                                 | Colo-Colo                 |
| Obránci             |                   |                                 |                           |
| Rolando García      | 15. prosince 1942 |                                 | Colo-Colo                 |
| Alberto Quintano    | 26. dubna 1946    |                                 | Cruz Azul                 |
| Antonio Arias       | 9. října 1944     |                                 | Unión Española            |
| Elías Figueroa      | 25. října 1946    |                                 | Sport Club Internacional  |
| Juan Rodríguez Vega | 16. ledna 1944    | 1. září 2021 (ve věku 77 let)   | Atlético Español          |
| Juan Machuca        | 7. března 1951    |                                 | Unión Española            |
| Rafael González     | 24. dubna 1950    |                                 | Colo-Colo                 |
| Mario Galindo       | 10. srpna 1951    |                                 | Colo-Colo                 |
| Záložníci           |                   |                                 |                           |
| Francisco Valdés –  | 19. března 1943   | 10. srpna 2009 (ve věku 66 let) | Colo-Colo                 |
| Carlos Reinoso      | 7. března 1945    |                                 | Club América              |
| Alfonso Lara        | 27. dubna 1946    | 13. srpna 2013 (ve věku 67 let) | Colo-Colo                 |
| Guillermo Páez      | 18. dubna 1945    |                                 | Colo-Colo                 |
| Jorge Socías        | 6. října 1951     |                                 | Club Universidad de Chile |
| Rogelio Farías      | 13. srpna 1949    | 6. dubna 1995 (ve věku 45 let)  | Unión Española            |
| Útočníci            |                   |                                 |                           |
| Carlos Caszely      | 5. července 1950  |                                 | Levante UD                |
| Sergio Ahumada      | 2. října 1948     |                                 | Colo-Colo                 |
| Leonardo Véliz      | 3. září 1945      |                                 | Colo-Colo                 |
| Guillermo Yávar     | 26. března 1943   |                                 | Club Universidad de Chile |
| Osvaldo Castro      | 14. dubna 1947    |                                 | Club América              |

## Skupina 2

### Brazílie
Hlavní trenér: Mário Zagallo

| Jméno                  | Datum narození    | Datum úmrtí                        | Klub          |
| Brankáři               | Brankáři          | Brankáři                           | Brankáři      |
| ---------------------- | ----------------- | ---------------------------------- | ------------- |
| Leão                   | 11. července 1949 |                                    | Palmeiras     |
| Renato                 | 5. prosince 1944  |                                    | Flamengo      |
| Waldir Peres           | 2. února 1951     | 23. července 2017 (ve věku 66 let) | São Paulo     |
| Obránci                |                   |                                    |               |
| Luís Pereira           | 21. června 1949   |                                    | Palmeiras     |
| Marinho Peres          | 19. března 1947   | 18. září 2023 (ve věku 76 let)     | Santos        |
| Marinho Chagas         | 8. února 1953     | 1. června 2014 (ve věku 61 let)    | Botafogo      |
| Nelinho                | 26. července 1950 |                                    | Cruzeiro      |
| Alfredo                | 18. října 1946    | 28. března 2025 (ve věku 78 let)   | Palmeiras     |
| Marco Antônio          | 6. února 1951     |                                    | Fluminense    |
| Zé Maria               | 18. května 1949   |                                    | Corinthians   |
| Záložníci              |                   |                                    |               |
| Piazza –               | 25. února 1943    |                                    | Cruzeiro      |
| Roberto Rivelino       | 1. ledna 1946     |                                    | Corinthians   |
| Paulo César Lima       | 16. června 1949   |                                    | Flamengo      |
| Paulo César Carpegiani | 7. února 1949     |                                    | Internacional |
| Ademir da Guia         | 3. dubna 1942     |                                    | Palmeiras     |
| Dirceu                 | 15. června 1952   | 15. září 1995 (ve věku 43 let)     | Botafogo      |
| Útočníci               |                   |                                    |               |
| Jairzinho              | 25. prosince 1944 |                                    | Botafogo      |
| Leivinha               | 11. září 1949     |                                    | Palmeiras     |
| César Maluco           | 17. května 1945   |                                    | Palmeiras     |
| Valdomiro              | 17. února 1946    |                                    | Internacional |
| Mirandinha             | 26. února 1952    |                                    | São Paulo     |
| Edu                    | 6. srpna 1949     |                                    | Santos        |

### Skotsko
Hlavní trenér: Willie Ormond

| Jméno           | Datum narození    | Datum úmrtí                        | Klub                   |
| Brankáři        | Brankáři          | Brankáři                           | Brankáři               |
| --------------- | ----------------- | ---------------------------------- | ---------------------- |
| David Harvey    | 7. února 1948     |                                    | Leeds United FC        |
| Thomson Allan   | 5. října 1946     |                                    | Dundee FC              |
| Jim Stewart     | 9. března 1954    |                                    | Kilmarnock FC          |
| Obránci         |                   |                                    |                        |
| Sandy Jardine   | 31. prosince 1948 | 24. října 2014 (ve věku 65 let)    | Rangers FC             |
| Danny McGrain   | 1. května 1950    |                                    | Celtic FC              |
| Jim Holton      | 11. dubna 1951    | 4. října 1993 (ve věku 42 let)     | Manchester United FC   |
| John Blackley   | 12. května 1948   |                                    | Hibernian FC           |
| Martin Buchan   | 6. března 1949    |                                    | Manchester United FC   |
| Willie Donachie | 5. října 1951     |                                    | Manchester City FC     |
| Gordon McQueen  | 26. června 1952   | 15. června 2023 (ve věku 70 let)   | Leeds United FC        |
| Erich Schaedler | 6. srpna 1949     | 24. prosince 1985 (ve věku 36 let) | Hibernian FC           |
| Záložníci       |                   |                                    |                        |
| Billy Bremner – | 9. prosince 1942  | 7. prosince 1997 (ve věku 54 let)  | Leeds United FC        |
| Jimmy Johnstone | 30. září 1944     | 13. března 2006 (ve věku 61 let)   | Celtic FC              |
| David Hay       | 29. ledna 1948    |                                    | Celtic FC              |
| Peter Cormack   | 17. července 1946 | 10. října 2024 (ve věku 78 let)    | Liverpool FC           |
| Donald Ford     | 25. října 1944    |                                    | Heart of Midlothian FC |
| Tommy Hutchison | 22. září 1947     |                                    | Coventry City FC       |
| Útočníci        |                   |                                    |                        |
| Kenny Dalglish  | 4. března 1951    |                                    | Celtic FC              |
| Joe Jordan      | 15. prosince 1951 |                                    | Leeds United FC        |
| Peter Lorimer   | 14. prosince 1946 | 20. března 2021 (ve věku 74 let)   | Leeds United FC        |
| Denis Law       | 24. února 1940    | 17. ledna 2025 (ve věku 84 let)    | Manchester City FC     |
| Willie Morgan   | 2. října 1944     |                                    | Manchester United FC   |

### Jugoslávie
Hlavní trenér: Miljan Miljanić

| Jméno               | Datum narození    | Datum úmrtí                      | Klub                   |
| Brankáři            | Brankáři          | Brankáři                         | Brankáři               |
| ------------------- | ----------------- | -------------------------------- | ---------------------- |
| Enver Marić         | 23. dubna 1948    |                                  | Velež Mostar           |
| Ognjen Petrović     | 2. ledna 1948     | 21. září 2000 (ve věku 52 let)   | Crvena zvezda Bělehrad |
| Rizah Mešković      | 10. srpna 1947    |                                  | Hajduk Split           |
| Obránci             |                   |                                  |                        |
| Ivan Buljan         | 11. prosince 1949 |                                  | Hajduk Split           |
| Enver Hadžiabdić    | 6. listopadu 1945 |                                  | Željezničar Sarajevo   |
| Josip Katalinski    | 12. května 1948   | 9. června 2011 (ve věku 63 let)  | Željezničar Sarajevo   |
| Vladislav Bogićević | 7. listopadu 1950 |                                  | Crvena zvezda Bělehrad |
| Luka Peruzović      | 26. února 1952    |                                  | Hajduk Split           |
| Kiril Dojčinovski   | 17. října 1943    | 10. srpna 2022 (ve věku 78 let)  | Crvena zvezda Bělehrad |
| Záložníci           |                   |                                  |                        |
| Dražen Mužinić      | 25. ledna 1953    |                                  | Hajduk Split           |
| Branko Oblak        | 27. května 1947   |                                  | Hajduk Split           |
| Jovan Aćimović      | 21. června 1948   |                                  | Crvena zvezda Bělehrad |
| Jurica Jerković     | 25. února 1950    | 3. června 2019 (ve věku 69 let)  | Hajduk Split           |
| Miroslav Pavlović   | 23. října 1942    | 19. ledna 2004 (ve věku 61 let)  | Crvena zvezda Bělehrad |
| Franjo Vladić       | 19. října 1951    | 18. června 2024 (ve věku 73 let) | Velež Mostar           |
| Útočníci            |                   |                                  |                        |
| Ilija Petković      | 22. září 1945     | 27. června 2020 (ve věku 74 let) | Troyes AC              |
| Ivica Šurjak        | 23. března 1953   |                                  | Hajduk Split           |
| Dragan Džajić –     | 30. května 1946   |                                  | Crvena zvezda Bělehrad |
| Danilo Popivoda     | 1. května 1947    | 9. září 2021 (ve věku 74 let)    | Olimpija Lublaň        |
| Stanislav Karasi    | 8. listopadu 1946 |                                  | Crvena zvezda Bělehrad |
| Dušan Bajević       | 10. prosince 1948 |                                  | Velež Mostar           |
| Vladimir Petrović   | 1. července 1955  |                                  | Crvena zvezda Bělehrad |

### Zair
Hlavní trenér:  Blagoje Vidinić

| Jméno               | Datum narození     | Datum úmrtí                         | Klub             |
| Brankáři            | Brankáři           | Brankáři                            | Brankáři         |
| ------------------- | ------------------ | ----------------------------------- | ---------------- |
| Kazadi Mwamba       | 6. března 1947     | 1998                                | TP Mazembe       |
| Tubilandu Ndimbi    | 15. března 1948    | 17. června 2021 (ve věku 73 let)    | AS Vita Club     |
| Kalambay Otepa      | 12. listopadu 1948 | 12. listopadu 2024 (ve věku 76 let) | TP Mazembe       |
| Obránci             |                    |                                     |                  |
| Mwepu Ilunga        | 22. srpna 1949     | 8. května 2015 (ve věku 65 let)     | TP Mazembe       |
| Mwanza Mukombo      | 17. prosince 1945  | 13. října 2001 (ve věku 55 let)     | TP Mazembe       |
| Bwanga Tshimen      | 4. ledna 1949      |                                     | TP Mazembe       |
| Lobilo Boba         | 10. dubna 1950     |                                     | AS Vita Club     |
| Kabasu Babo         | 4. března 1950     | 30. ledna 2022 (ve věku 71 let)     | AS Bilima        |
| Mwape Mialo         | 30. prosince 1951  |                                     | Nyiki Lubumbashi |
| Záložníci           |                    |                                     |                  |
| Kilasu Massamba     | 22. prosince 1950  | 25. června 2020 (ve věku 69 let)    | AS Bilima        |
| Tshinabu Wa Munda   | 8. května 1946     |                                     | TP Mazembe       |
| Mana Mamuwene       | 10. října 1947     |                                     | CS Imana         |
| Kembo Uba Kembo     | 27. prosince 1947  | 26. března 2007 (ve věku 59 let)    | AS Vita Club     |
| Kidumu Mantantu –   | 17. listopadu 1946 |                                     | CS Imana         |
| Ndaye Mulamba       | 4. listopadu 1948  | 29. ledna 2019 (ve věku 70 let)     | AS Vita Club     |
| Kibonge Mafu        | 12. února 1945     |                                     | AS Vita Club     |
| Kafula Ngoie        | 11. listopadu 1945 |                                     | TP Mazembe       |
| Útočníci            |                    |                                     |                  |
| Mayanga Maku        | 31. října 1948     |                                     | AS Vita Club     |
| Mavuba Mafuila      | 15. prosince 1949  | 30. listopadu 1997 (ve věku 47 let) | AS Vita Club     |
| Mbungu Ekofa        | 24. listopadu 1948 |                                     | CS Imana         |
| Jean Kalala N'Tumba | 7. ledna 1949      | 11. ledna 2021 (ve věku 72 let)     | AS Vita Club     |
| Kakoko Etepé        | 22. listopadu 1950 |                                     | CS Imana         |

## Skupina 3

### Nizozemsko
Hlavní trenér: Rinus Michels

| Jméno                | Datum narození     | Datum úmrtí                         | Klub           |
| Brankáři             | Brankáři           | Brankáři                            | Brankáři       |
| -------------------- | ------------------ | ----------------------------------- | -------------- |
| Jan Jongbloed        | 25. listopadu 1940 | 31. srpna 2023 (ve věku 82 let)     | FC Amsterdam   |
| Piet Schrijvers      | 15. prosince 1946  | 7. září 2022 (ve věku 75 let)       | FC Twente      |
| Eddy Treijtel        | 28. května 1946    |                                     | SC Feyenoord   |
| Obránci              |                    |                                     |                |
| Arie Haan            | 16. listopadu 1948 |                                     | Ajax Amsterdam |
| Kees van Ierssel     | 6. prosince 1945   |                                     | FC Twente      |
| Rinus Israël         | 19. března 1942    | 1. července 2025 (ve věku 83 let)   | SC Feyenoord   |
| Ruud Krol            | 24. března 1949    |                                     | Ajax Amsterdam |
| Wim Rijsbergen       | 18. ledna 1952     |                                     | SC Feyenoord   |
| Pleun Strik          | 27. května 1944    | 14. července 2022 (ve věku 78 let)  | PSV Eindhoven  |
| Wim Suurbier         | 16. ledna 1945     | 12. července 2020 (ve věku 75 let)  | Ajax Amsterdam |
| Harry Vos            | 4. září 1946       | 19. května 2010 (ve věku 63 let)    | SC Feyenoord   |
| Záložníci            |                    |                                     |                |
| Wim Jansen           | 28. října 1946     | 25. ledna 2022 (ve věku 75 let)     | SC Feyenoord   |
| Willem van Hanegem   | 20. února 1944     |                                     | SC Feyenoord   |
| Theo de Jong         | 11. srpna 1947     |                                     | SC Feyenoord   |
| René van de Kerkhof  | 16. září 1951      |                                     | PSV Eindhoven  |
| Willy van de Kerkhof | 16. září 1951      |                                     | PSV Eindhoven  |
| Johan Neeskens       | 15. září 1951      | 6. října 2024 (ve věku 73 let)      | Ajax Amsterdam |
| Útočníci             |                    |                                     |                |
| Johan Cruijff –      | 25. dubna 1947     | 24. března 2016 (ve věku 68 let)    | FC Barcelona   |
| Ruud Geels           | 28. července 1948  | 18. listopadu 2023 (ve věku 75 let) | Club Brugge KV |
| Piet Keizer          | 14. června 1943    | 9. února 2017 (ve věku 73 let)      | Ajax Amsterdam |
| Rob Rensenbrink      | 3. července 1947   | 20. ledna 2020 (ve věku 72 let)     | RSC Anderlecht |
| Johnny Rep           | 25. listopadu 1951 |                                     | Ajax Amsterdam |

### Švédsko
Hlavní trenér: Georg Ericson

| Jméno               | Datum narození     | Datum úmrtí                        | Klub                    |
| Brankáři            | Brankáři           | Brankáři                           | Brankáři                |
| ------------------- | ------------------ | ---------------------------------- | ----------------------- |
| Ronnie Hellström    | 21. února 1949     | 6. února 2022 (ve věku 73 let)     | Hammarby IF             |
| Sven-Gunnar Larsson | 10. května 1940    |                                    | Örebro SK               |
| Göran Hagberg       | 8. listopadu 1947  | 2. dubna 2024 (ve věku 76 let)     | Östers IF               |
| Obránci             |                    |                                    |                         |
| Jan Olsson          | 30. března 1942    |                                    | Åtvidabergs FF          |
| Kent Karlsson       | 25. listopadu 1945 |                                    | Åtvidabergs FF          |
| Björn Nordqvist –   | 6. října 1942      |                                    | PSV Eindhoven           |
| Björn Andersson     | 20. července 1951  |                                    | Östers IF               |
| Roland Grip         | 1. ledna 1941      | 9. února 2024 (ve věku 83 let)     | IK Sirius               |
| Jörgen Augustsson   | 28. října 1952     |                                    | Åtvidabergs FF          |
| Záložníci           |                    |                                    |                         |
| Ove Grahn           | 9. května 1943     | 7. listopadu 2007 (ve věku 64 let) | Grasshopper Club Zürich |
| Bo Larsson          | 5. května 1944     | 18. prosince 2023 (ve věku 79 let) | Malmö FF                |
| Conny Torstensson   | 28. srpna 1949     |                                    | FC Bayern Mnichov       |
| Staffan Tapper      | 10. července 1948  |                                    | Malmö FF                |
| Benno Magnusson     | 4. února 1953      |                                    | 1. FC Kaiserslautern    |
| Inge Ejderstedt     | 24. prosince 1946  |                                    | Östers IF               |
| Claes Cronqvist     | 15. října 1944     |                                    | Landskrona BoIS         |
| Sven Lindman        | 19. dubna 1942     |                                    | Djurgården              |
| Örjan Persson       | 27. srpna 1942     |                                    | Örgryte IS              |
| Útočníci            |                    |                                    |                         |
| Ove Kindvall        | 16. května 1943    | 5. srpna 2025 (ve věku 82 let)     | IFK Norrköping          |
| Ralf Edström        | 7. října 1952      |                                    | PSV Eindhoven           |
| Roland Sandberg     | 16. prosince 1946  |                                    | 1. FC Kaiserslautern    |
| Thomas Ahlström     | 17. července 1952  |                                    | IF Elfsborg             |

### Uruguay
Hlavní trenér: Roberto Porta

| Jméno                  | Datum narození    | Datum úmrtí                         | Klub                   |
| Brankáři               | Brankáři          | Brankáři                            | Brankáři               |
| ---------------------- | ----------------- | ----------------------------------- | ---------------------- |
| Ladislao Mazurkiewicz  | 14. února 1945    | 2. ledna 2013 (ve věku 67 let)      | Atlético Mineiro       |
| Héctor Santos          | 29. října 1944    | 7. května 2019 (ve věku 74 let)     | Alianza Lima           |
| Gustavo Fernández      | 16. února 1952    |                                     | CA Rentistas           |
| Obránci                |                   |                                     |                        |
| Baudilio Jáuregui      | 9. července 1945  |                                     | River Plate Montevideo |
| Juan Carlos Masnik –   | 2. března 1943    | 23. února 2021 (ve věku 77 let)     | Nacional Montevideo    |
| Pablo Forlán           | 14. července 1945 |                                     | São Paulo FC           |
| Julio Montero Castillo | 25. dubna 1944    |                                     | Nacional Montevideo    |
| Ricardo Pavoni         | 8. července 1943  |                                     | CA Independiente       |
| Gustavo de Simone      | 23. dubna 1948    |                                     | Defensor Sporting      |
| Luis Garisto           | 3. prosince 1945  | 21. listopadu 2017 (ve věku 71 let) | CA Peñarol             |
| Mario González         | 27. května 1950   |                                     | CA Peñarol             |
| Záložníci              |                   |                                     |                        |
| Luis Cubilla           | 28. března 1940   | 3. března 2013 (ve věku 72 let)     | Nacional Montevideo    |
| Víctor Espárrago       | 6. října 1944     |                                     | Sevilla FC             |
| Pedro Rocha            | 3. prosince 1942  | 2. prosince 2013 (ve věku 70 let)   | São Paulo FC           |
| Alberto Cardaccio      | 26. srpna 1949    | 28. ledna 2015 (ve věku 65 let)     | Danubio FC             |
| Julio César Jiménez    | 27. srpna 1954    |                                     | CA Peñarol             |
| Walter Mantegazza      | 17. června 1952   | 20. června 2006 (ve věku 54 let)    | Nacional Montevideo    |
| Útočníci               |                   |                                     |                        |
| Fernando Morena        | 2. února 1952     |                                     | CA Peñarol             |
| Rubén Corbo            | 20. ledna 1952    |                                     | CA Peñarol             |
| Denis Milar            | 20. června 1952   |                                     | Liverpool              |
| Juan Silva             | 30. srpna 1948    |                                     | CA Peñarol             |
| José Gómez             | 23. října 1949    |                                     | CA Cerro               |

### Bulharsko
Hlavní trenér: Christo Mladenov

| Jméno              | Datum narození     | Datum úmrtí                        | Klub                  |
| Brankáři           | Brankáři           | Brankáři                           | Brankáři              |
| ------------------ | ------------------ | ---------------------------------- | --------------------- |
| Rumjančo Goranov   | 17. března 1950    |                                    | Lokomotiv Sofia       |
| Stefan Stajkov     | 3. října 1949      |                                    | Levski Sofia Spartak  |
| Simeon Simeonov    | 26. dubna 1946     | 2. listopadu 2000 (ve věku 54 let) | Slavia Sofia          |
| Obránci            |                    |                                    |                       |
| Ivan Zafirov       | 30. prosince 1947  |                                    | CSKA Sofia SZ         |
| Dobromir Žečev     | 12. listopadu 1942 |                                    | Levski Sofia Spartak  |
| Božil Kolev        | 20. května 1949    |                                    | CSKA Sofia SZ         |
| Dimitar Penev      | 12. července 1945  |                                    | CSKA Sofia SZ         |
| Stefan Aladžov     | 18. října 1947     |                                    | Levski Sofia Spartak  |
| Mladen Vasilev     | 29. července 1947  |                                    | Akademik Sofia        |
| Záložníci          |                    |                                    |                       |
| Stefan Veličkov    | 15. února 1949     |                                    | Etar Veliko Tarnovo   |
| Ivan Stojanov      | 20. ledna 1949     | 10. prosince 2017 (ve věku 68 let) | Levski Sofia Spartak  |
| Georgi Denev       | 18. dubna 1950     |                                    | CSKA Sofia SZ         |
| Asparuch Nikodimov | 21. srpna 1945     |                                    | CSKA Sofia SZ         |
| Conjo Vasilev      | 7. ledna 1952      | 2. června 2015 (ve věku 63 let)    | CSKA Sofia SZ         |
| Kiril Ivkov        | 21. června 1946    | 24. května 2025 (ve věku 78 let)   | Levski Sofia Spartak  |
| Útočníci           |                    |                                    |                       |
| Vojn Vojnov        | 7. září 1952       |                                    | Levski Sofia Spartak  |
| Christo Bonev –    | 3. února 1947      |                                    | DFS Lokomotiv Plovdiv |
| Atanas Michajlov   | 4. července 1949   | 1. října 2006 (ve věku 57 let)     | Lokomotiv Sofia       |
| Kiril Milanov      | 17. října 1948     | 25. ledna 2011 (ve věku 62 let)    | Levski Sofia Spartak  |
| Pavel Panov        | 14. září 1950      | 18. prosince 2018 (ve věku 68 let) | Levski Sofia Spartak  |
| Božidar Grigorov   | 27. července 1945  |                                    | Slavia Sofia          |
| Krasimir Borisov   | 8. dubna 1950      |                                    | Levski Sofia Spartak  |

## Skupina 4

### Polsko
Hlavní trenér: Kazimierz Górski

| Jméno              | Datum narození    | Datum úmrtí                         | Klub            |
| Brankáři           | Brankáři          | Brankáři                            | Brankáři        |
| ------------------ | ----------------- | ----------------------------------- | --------------- |
| Andrzej Fischer    | 15. ledna 1952    | 22. listopadu 2018 (ve věku 66 let) | Górnik Zabrze   |
| Jan Tomaszewski    | 9. ledna 1948     |                                     | ŁKS Łódź        |
| Zygmunt Kalinowski | 2. května 1949    |                                     | Śląsk Wrocław   |
| Obránci            |                   |                                     |                 |
| Antoni Szymanowski | 13. ledna 1951    |                                     | Wisla Krakov    |
| Zbigniew Gut       | 17. dubna 1949    | 27. března 2010 (ve věku 60 let)    | Odra Opole      |
| Jerzy Gorgoń       | 18. července 1949 |                                     | Górnik Zabrze   |
| Mirosław Bulzacki  | 23. října 1951    |                                     | ŁKS Łódź        |
| Władysław Żmuda    | 6. června 1954    |                                     | Gwardia Varšava |
| Adam Musiał        | 18. prosince 1948 | 18. listopadu 2020 (ve věku 71 let) | Wisla Krakov    |
| Záložníci          |                   |                                     |                 |
| Henryk Wieczorek   | 14. prosince 1949 |                                     | Górnik Zabrze   |
| Lesław Ćmikiewicz  | 25. srpna 1948    |                                     | Legia Warszawa  |
| Kazimierz Deyna –  | 23. října 1947    | 1. září 1989 (ve věku 41 let)       | Legia Warszawa  |
| Henryk Kasperczak  | 10. července 1946 |                                     | Stal Mielec     |
| Zygmunt Maszczyk   | 3. května 1945    |                                     | Ruch Chorzów    |
| Útočníci           |                   |                                     |                 |
| Roman Jakóbczak    | 26. února 1946    |                                     | Lech Poznań     |
| Grzegorz Lato      | 8. dubna 1950     |                                     | Stal Mielec     |
| Andrzej Szarmach   | 3. října 1950     |                                     | Górnik Zabrze   |
| Robert Gadocha     | 10. ledna 1946    |                                     | Legia Warszawa  |
| Jan Domarski       | 28. října 1946    |                                     | Stal Mielec     |
| Zdzisław Kapka     | 7. prosince 1954  |                                     | Wisla Krakov    |
| Kazimierz Kmiecik  | 19. září 1951     |                                     | Wisla Krakov    |
| Marek Kusto        | 29. dubna 1954    |                                     | Wisla Krakov    |

### Itálie
Hlavní trenér: Ferruccio Valcareggi

| Jméno                | Datum narození     | Datum úmrtí                        | Klub            |
| Brankáři             | Brankáři           | Brankáři                           | Brankáři        |
| -------------------- | ------------------ | ---------------------------------- | --------------- |
| Dino Zoff            | 28. února 1942     |                                    | Juventus FC     |
| Enrico Albertosi     | 2. listopadu 1939  |                                    | Cagliari Calcio |
| Luciano Castellini   | 12. prosince 1945  |                                    | AC Turín        |
| Obránci              |                    |                                    |                 |
| Luciano Spinosi      | 9. května 1950     |                                    | Juventus FC     |
| Giacinto Facchetti – | 18. července 1942  | 4. září 2006 (ve věku 64 let)      | Inter Milán     |
| Francesco Morini     | 12. srpna 1944     | 31. srpna 2021 (ve věku 77 let)    | Juventus FC     |
| Tarcisio Burgnich    | 25. dubna 1939     | 4. září 2006 (ve věku 64 let)      | Inter Milán     |
| Giuseppe Sabadini    | 26. března 1949    |                                    | AC Milán        |
| Mauro Bellugi        | 7. února 1950      | 20. února 2021 (ve věku 71 let)    | Inter Milán     |
| Giuseppe Wilson      | 27. října 1945     | 6. března 2022 (ve věku 76 let)    | SS Lazio        |
| Záložníci            |                    |                                    |                 |
| Romeo Benetti        | 20. října 1945     |                                    | AC Milán        |
| Sandro Mazzola       | 8. listopadu 1942  |                                    | Inter Milán     |
| Fabio Capello        | 18. června 1946    |                                    | Juventus FC     |
| Gianni Rivera        | 18. srpna 1943     |                                    | AC Milán        |
| Antonio Juliano      | 26. prosince 1942  | 13. prosince 2023 (ve věku 80 let) | SSC Neapol      |
| Luciano Re Cecconi   | 1. prosince 1948   | 18. ledna 1977 (ve věku 28 let)    | SS Lazio        |
| Franco Causio        | 1. února 1949      |                                    | Juventus FC     |
| Útočníci             |                    |                                    |                 |
| Giorgio Chinaglia    | 24. ledna 1947     | 1. dubna 2012 (ve věku 65 let)     | SS Lazio        |
| Luigi Riva           | 7. listopadu 1944  | 22. ledna 2024 (ve věku 79 let)    | Cagliari Calcio |
| Pietro Anastasi      | 7. dubna 1948      |                                    | Juventus FC     |
| Roberto Boninsegna   | 13. listopadu 1943 |                                    | Inter Milán     |
| Paolo Pulici         | 27. dubna 1950     |                                    | AC Turín        |

### Argentina
Hlavní trenér: Vladislao Cap

| Jméno                 | Datum narození     | Datum úmrtí                        | Klub            |
| Brankáři              | Brankáři           | Brankáři                           | Brankáři        |
| --------------------- | ------------------ | ---------------------------------- | --------------- |
| Daniel Carnevali      | 4. prosince 1946   |                                    | UD Las Palmas   |
| Ubaldo Fillol         | 21. července 1950  |                                    | CA River Plate  |
| Miguel Ángel Santoro  | 27. února 1942     |                                    | Independiente   |
| Obránci               |                    |                                    |                 |
| Ángel Bargas          | 29. října 1946     |                                    | FC Nantes       |
| Jorge Carrascosa      | 15. srpna 1948     |                                    | CA Huracán      |
| Rubén Glaria          | 10. března 1948    |                                    | San Lorenzo     |
| Ramón Heredia         | 26. února 1951     |                                    | Atlético Madrid |
| Roberto Perfumo –     | 3. října 1942      | 10. března 2016 (ve věku 73 let)   | Cruzeiro        |
| Francisco Sá          | 25. října 1945     |                                    | Independiente   |
| Enrique Wolff         | 21. února 1949     |                                    | CA River Plate  |
| Záložníci             |                    |                                    |                 |
| Carlos Babington      | 20. září 1949      |                                    | CA Huracán      |
| Miguel Ángel Brindisi | 8. října 1950      |                                    | CA Huracán      |
| Enrique Chazarreta    | 29. července 1947  | 24. března 2021 (ve věku 73 let)   | San Lorenzo     |
| René Houseman         | 19. července 1953  | 22. března 2018 (ve věku 64 let)   | CA Huracán      |
| Carlos Squeo          | 4. června 1948     | 8. září 2019 (ve věku 71 let)      | Racing Club     |
| Roberto Telch         | 6. listopadu 1943  | 10. prosince 2014 (ve věku 71 let) | San Lorenzo     |
| Néstor Togneri        | 27. listopadu 1942 | 8. prosince 1999 (ve věku 57 let)  | Estudiantes     |
| Útočníci              |                    |                                    |                 |
| Rubén Ayala           | 8. ledna 1950      |                                    | Atlético Madrid |
| Agustín Balbuena      | 1. září 1945       | 9. března 2021 (ve věku 75 let)    | Independiente   |
| Mario Kempes          | 15. července 1954  |                                    | Rosario Central |
| Aldo Poy              | 14. září 1945      |                                    | Rosario Central |
| Héctor Yazalde        | 29. května 1946    | 18. června 1997 (ve věku 51 let)   | Sporting CP     |

### Haiti
Hlavní trenér: Antoine Tassy

| Jméno                 | Datum narození   | Datum úmrtí                       | Klub                |
| Brankáři              | Brankáři         | Brankáři                          | Brankáři            |
| --------------------- | ---------------- | --------------------------------- | ------------------- |
| Henri Françillon      | 26. května 1946  |                                   | Victory FC          |
| Wilner Piquant        | 12. října 1949   |                                   | Violette AC         |
| Gérard Joseph         | 22. října 1949   |                                   | Racing Club Haïtien |
| Obránci               |                  |                                   |                     |
| Wilfried Louis        | 25. října 1949   |                                   | Don Bosco FC        |
| Arsène Auguste        | 3. února 1951    | 30. března 1993 (ve věku 42 let)  | Racing Club Haïtien |
| Fritz André           | 18. září 1946    |                                   | Violette AC         |
| Serge Ducosté         | 4. února 1944    | 5. července 2024 (ve věku 80 let) | Aigle Noir AC       |
| Pierre Bayonne        | 11. června 1949  |                                   | Violette AC         |
| Serge Racine          | 9. října 1951    |                                   | Aigle Noir AC       |
| Wilner Nazaire –      | 30. března 1950  |                                   | Valenciennes FC     |
| Jean-Herbert Austin   | 23. února 1950   |                                   | Violette AC         |
| Záložníci             |                  |                                   |                     |
| Philippe Vorbe        | 14. září 1947    |                                   | Violette AC         |
| Jean-Claude Désir     | 8. srpna 1946    |                                   | Aigle Noir AC       |
| Eddy Antoine          | 27. srpna 1949   |                                   | Racing Club Haïtien |
| Guy François          | 18. září 1947    | 3. června 2019 (ve věku 71 let)   | Violette AC         |
| Ernst Jean-Joseph     | 11. června 1948  | 14. srpna 2020 (ve věku 72 let)   | Violette AC         |
| Joseph-Marion Leandré | 9. května 1945   |                                   | Racing Club Haïtien |
| Útočníci              |                  |                                   |                     |
| Guy Saint-Vil         | 21. října 1942   |                                   | Racing Club Haïtien |
| Roger Saint-Vil       | 8. prosince 1949 | 7. července 2020 (ve věku 70 let) | Archibald FC        |
| Fritz Leandré         | 13. března 1948  |                                   | Racing Club Haïtien |
| Claude Barthélemy     | 9. května 1945   | 6. dubna 2020 (ve věku 74 let)    | Racing Club Haïtien |
| Emmanuel Sanon        | 25. června 1951  | 21. února 2008 (ve věku 56 let)   | Don Bosco FC        |